# Kurt Albert (Bergsteiger)

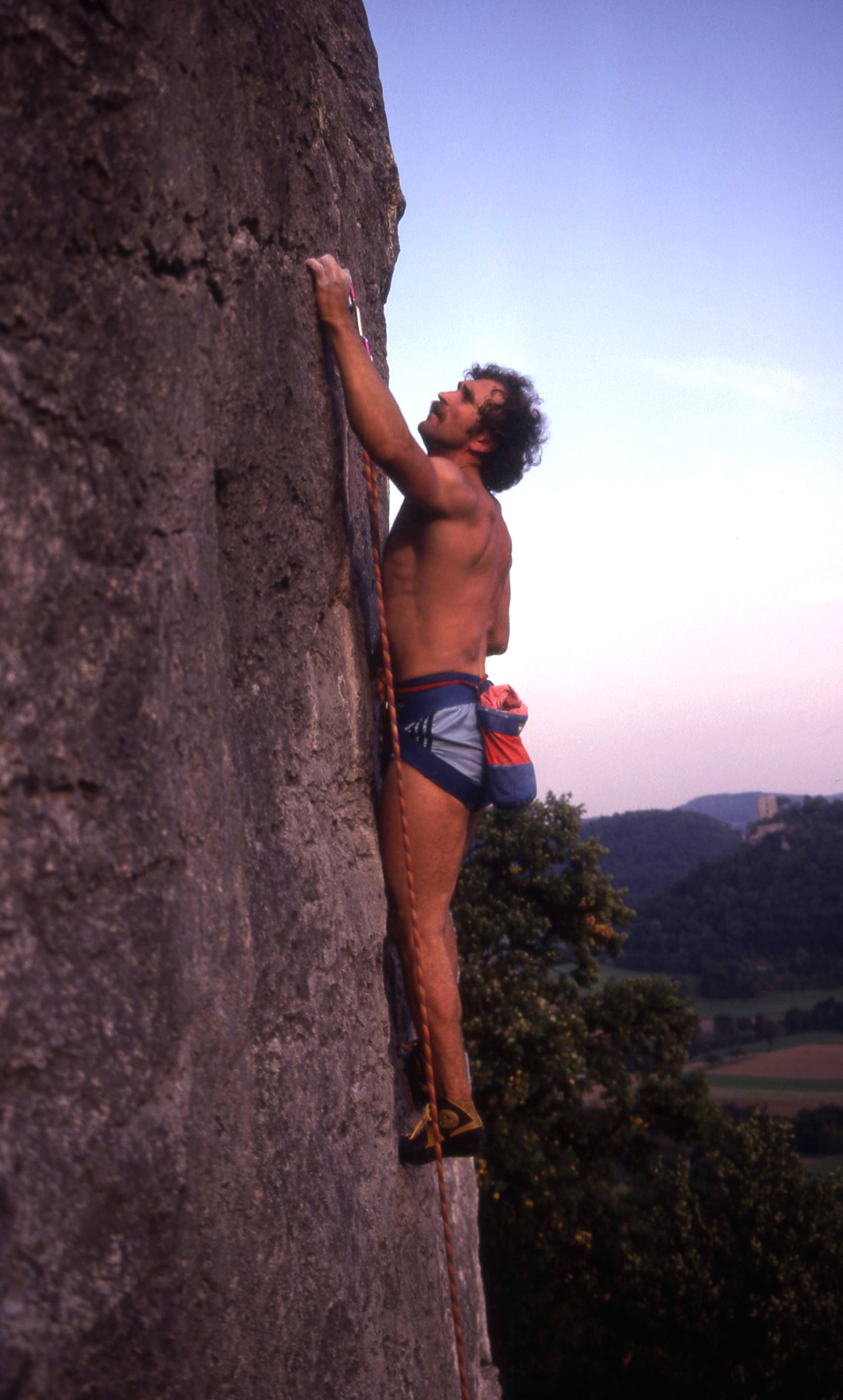
Kurt Albert beim Klettern im Nördlichen Frankenjura

Kurt Albert (* 28. Januar 1954 in Nürnberg; † 28. September 2010 in Erlangen) war ein deutscher Kletterer, Bergsteiger, Fotograf und Lehrer.

## Alpinismus
Mit 14 Jahren kam Kurt Albert über eine katholische Jugendgruppe und eine Sektion des Deutschen Alpenvereins zum Klettern. Diese Zeit war die Blütezeit des technischen Kletterns, d. h., es wurden Haken und Trittleitern zur Fortbewegung in der Wand benutzt. Alberts erste große Ziele waren die klassischen Wände der Alpen. So gelang ihm bereits im Alter von 17 Jahren der Walkerpfeiler an den Grandes Jorasses und ein Jahr später die Eiger-Nordwand.
Nach einem Besuch 1973 in der Sächsischen Schweiz, wo bereits seit Ende des 19. Jahrhunderts frei geklettert wurde, war Kurt Albert der Meinung, dass das technische Klettern in eine Sackgasse führt. Daraufhin versuchte er, bis dahin technisch gekletterte Routen im Nördlichen Frankenjura ohne Hakenhilfe zu klettern. Ab 1975 markierte er Touren, die er frei begangen hatte, mit einem roten Punkt. Damit gilt er als Begründer des Rotpunkt- und Rotkreiskletterns. Seine Definition des Rotpunktkletterns – der sturz- und ruhefreie Vorstieg einer Route nur an natürlichen Griffen und Tritten – revolutionierte das Klettern und ist bis heute der weltweit anerkannte Stil im Freiklettern.
Durch systematisches Training konnte er sein Leistungsniveau von der Kletterschwierigkeit „VI+“ (UIAA) im Jahr 1974 in der Route „Sarg“ auf „IX“ im Jahr 1982 in der Route „Magnet“ steigern.
Schon 1981 gelang es ihm mit Wolfgang Güllich, das Sportklettern in die Alpen zu übertragen, als er die Route „Locker vom Hocker“ VIII (UIAA) kletterte. Im Jahr 1987 durchstieg er zusammen mit Gerold Sprachmann erstmals Rotpunkt die Direttissima der Große Zinne-Nordwand (VIII+).
Die Routen von Kurt Albert stellten zum großen Teil auch die schwierigsten Routen Deutschlands dar und gelten heute als Extremklassiker. Zu nennen sind hier die Routen „Goldenes Dach“ (VIII+), „Entsafter“ (VIII+), „Erazerhead“ (VIII+), „Sautanz“ (IX-), „Humbug“ (IX-), „Luftballondach“ (IX) oder „Magnet“ (IX); alle Routen sind mit ihrer UIAA-Schwierigkeit angegeben. Eine weitere Schwierigkeitssteigerung bei Erstbegehungen blieb ihm versagt, da seine Finger die größeren Belastungen in diesem Grad nicht mehr aushielten. Es gelangen ihm aber einige Wiederholungen von Wegen im zehnten Grad.
Mit seinen Kletterpartnern (u. a. Wolfgang Güllich, Stefan Glowacz, Bernd Arnold und Holger Heuber) war er im Alpenraum, auf Madagaskar, in Patagonien, im Karakorum (Trango-Türme) und auf der Baffininsel bergsteigerisch tätig. Zu seinen Erstbegehungen zählen die „Slowenenführe“ (VIII+) und „Eternal Flame“ (IX-/A2) am Trango Tower (auch Nameless Tower genannt) sowie „Riders on the Storm“ (IX/A2) und „Royal Flush“ (IX) in Patagonien.
Mit Freunden (u. a. Wolfgang Güllich und Ingrid Reitenspieß) bildete er mehrere Jahre eine Wohngemeinschaft in der Moselstraße in Oberschöllenbach, die zum Anlaufpunkt und zur Übernachtungsgelegenheit der internationalen Kletterszene wurde, wenn diese die Fränkische Schweiz besuchten.

## Tödlicher Unfall
Am 26. September 2010 stürzte Kurt Albert am Klettersteig Höhenglücksteig (im 1. Teil) in der Nähe von Hirschbach 18 Meter ab und verletzte sich dabei schwer. Er erlag seinen Verletzungen zwei Tage später in einem Erlanger Krankenhaus. Die Ermittlungen der Polizei ergaben, dass sich der Absturz am Scharfen Eck ereignete und Albert nach Zeugenaussagen abgerutscht sei. Offensichtlich lag die Bandschlinge der Selbstsicherung ungünstig um den unverschraubten Karabiner. Als sich Albert in die Selbstsicherung setzte, um zu fotografieren, öffnete die Schlinge den Karabinerschnapper und hängte sich aus.
Eine Trauerfeier für Albert, zu der sich ca. 700 Menschen – darunter viele Spitzenkletterer – einfanden, wurde am 9. Oktober 2010 unterhalb der Glatten Wand bei der Muschelquelle (Streitberg) im Frankenjura abgehalten.

## Auszeichnungen
- Kurt Albert erhielt im Jahr 1985 neben Wolfgang Güllich und Sepp Gschwendtner das Silberne Lorbeerblatt, die höchste Sportauszeichnung der Bundesrepublik Deutschland.
- 2008 erhielt er den Albert Mountain Award von der King Albert I Memorial Foundation.[5]
- Im Frankenjura, Gebiet Lauterachtal, ist die Route Kurt Albert Gedenkweg nach ihm benannt.[6]
- Im November 2020 beschloss der Gemeinderat von Bubenreuth, eine Straße im Gewerbegebiet Bruckwiesen II nach Kurt Albert zu benennen. Die Straße führt zur weltgrößten Boulderhalle.[7][8]

## Berühmte Erstbegehungen

### Frankenjura
- 1974 Sarg, Norisbabawand (6+ UIAA)
- 1975 Adolf-Rott-Ged. Weg, Streitberger Schild (6+ UIAA); erste Route, die mit einem roten Punkt markiert wurde.
- 1976 Frankenschnellweg, Rodenstein (Ehrenbürg) (7+ UIAA)
- 1977 Die Gelbe, Matterhornwand (7+ UIAA)

Osterweg, Kastlwand (8- UIAA)
Der Exorzist, Kastlwand (8- UIAA)
- 1979 Dampfhammer, Weißenstein (8 UIAA)
- 1980 Rubberneck, Richard-Wagner-Fels (8+ UIAA)
- 1981 Sautanz, Obere Gößweinsteiner Wände (9- UIAA)
- 1982 Magnet, Richard-Wagner-Fels (9 UIAA)

### Free-Solo-Begehungen
- 1979 Devil's Crack, Röthelfels (7 UIAA)
- 1986 Fight Gravity, Richard-Wagner-Fels (8+ UIAA)
- 1987 Rubberneck, Richard-Wagner-Fels (8+ UIAA)
- 1988 Courage Fouyons, Buoux, Frankreich (7b)

### Alpine Routen
- 1981 Locker vom Hocker, Schüsselkarspitze in Österreich (8)
- 1987 Hasse-Brandler, Große Zinne in den Dolomiten (8+) (erste Rotpunkt-Begehung)

Schweizerdach, Westliche Zinne in den Dolomiten (9-) (erste Rotpunkt-Begehung)
- 1988 Slowenenführe, Nameless Tower im Karakorum (8+) (erste Rotpunkt-Begehung)
- 1989 Eternal Flame, Nameless Tower im Karakorum (9-/A2)
- 1991 Riders on the Storm, Central Tower of Paine in Patagonien (9/A2)
- 1994 Moby Dick, Ulamertorsuaq in Grönland (9+/A1)
- 1995 Royal Flush, Fitz Roy in Patagonien (9)[9]